# 孟加拉国学生联盟
孟加拉国学生联盟是孟加拉国的一个独立的学生组织。该组织成立于1952年4月26日，当时取名为东巴基斯坦学生联盟，后改现名。该组织奉行共产主义和社会主义。该组织是世界民主青年联盟的成员。